# Asthenolabus stellae
Asthenolabus stellae là một loài tò vò trong họ Ichneumonidae.